# Az 54. hadtest
Az 54. hadtest (eredeti cím: Glory) 1989-ben bemutatott amerikai történelmi háborús filmdráma Edward Zwick rendezésében. A főszerepben Matthew Broderick látható, a mellékszerepeket pedig Denzel Washington és Morgan Freeman alakítja. A film Lincoln Kirstein és Peter Burchard regénye alapján készült, valamint Robert Gould Shaw levelei alapján. Denzel Washington Oscar-díjat kapott az alakításáért, mint a legjobb férfi mellékszereplő.

## Szereplők
| Szerep                     | Színész           | Magyar hang     |
| -------------------------- | ----------------- | --------------- |
| Robert Gould Shaw ezredes  | Matthew Broderick | Felföldi László |
| Trip közlegény             | Denzel Washington | Gesztesi Károly |
| Cabot Forbes őrnagy        | Cary Elwes        | Dörner György   |
| John Rawlins törzsőrmester | Morgan Freeman    | Kristóf Tibor   |
| Jupiter Sharts közlegény   | Jihmi Kennedy     | Józsa Imre      |
| Thomas Searles tizedes     | Andre Braugher    | Gergely Róbert  |
| Mulcahy törzsőrmester      | John Finn         | Ujréti László   |